# Regeringen Mowinckel III
Regeringen Mowinckel III var en norsk regering som satt från 3 mars 1933 till 20 mars 1935. Statsminister var Johan Ludwig Mowinckel.